# Jaderná hlubinná puma

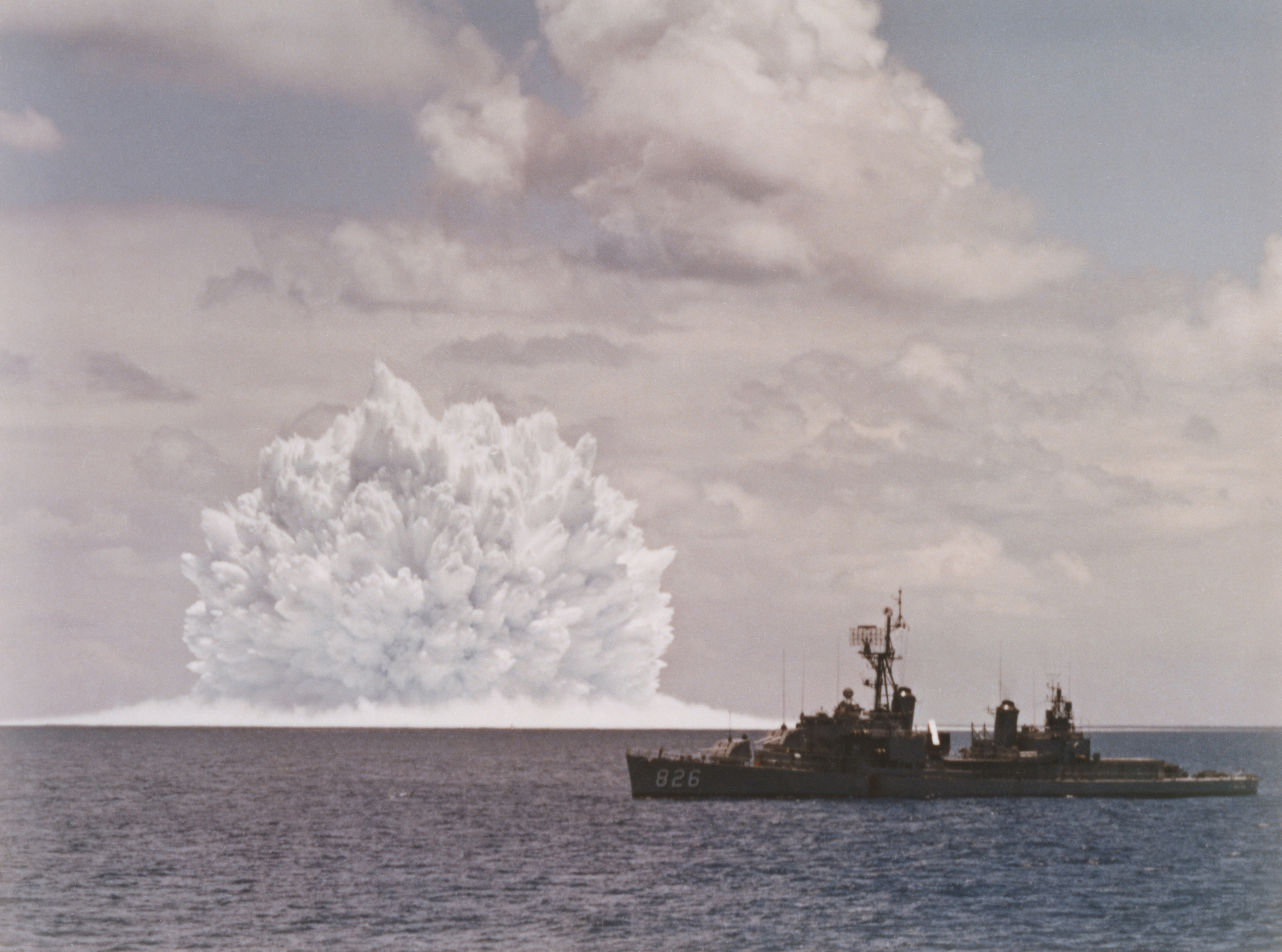
Výbuch jaderné hlubinné pumy během amerických jaderných testů Operace Dominic.

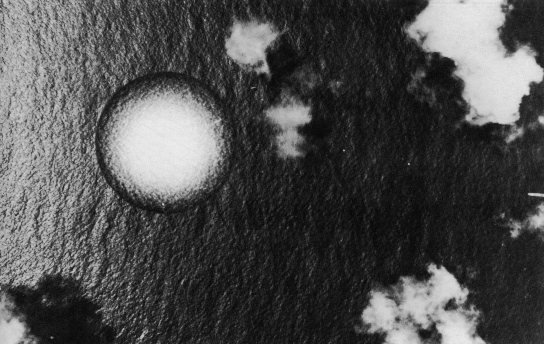
Výbuch jaderné hlubinné pumy během amerických jaderných testů Operace Dominic, letecký záběr.

Jaderná hlubinná puma nebo jaderná hlubinná nálož (anglicky Nuclear depth bomb nebo Nuclear depth charge) je protiponorková zbraň, de facto ekvivalent konvenční hlubinné pumy, která může být použita proti ponořeným ponorkám. Může se jednat i o torpédo s jadernou hlavicí či jadernou řízenou protiponorkovou střelu. Řadí se mezi taktické jaderné zbraně. Vzhledem k mnohem větší ničivější síle jaderné hlavice oproti konvenční tato zbraň zvyšuje pravděpodobnost zničení cíle. Při jejím užití také není třeba vzhledem k velikosti zasažené plochy vysoké přesnosti. Protože se jedná o ničivou jadernou zbraň způsobující rozsáhlé dlouhodobé radioaktivní zamoření, může její použití vyvolat závažné vojensko-politické důsledky.
V roce 1991 nařídila administrativa prezidenta George H. W. Bushe odstranit v rámci smluv o odzbrojení jaderné hlubinné pumy z amerických vojenských lodí, z nichž velká část byla zničena.

## Typy
USA
- RUR-5 ASROC - ASROC je zkratka pro Anti Submarine ROCket, rakety odpalované z lodi
- UUM-44 SUBROC - SUBROC je zkratka pro SUBmarine ROCket, rakety odpalované z ponorky[1]
- jaderná bomba B57[4]

 SSSR /  Rusko
- typ 5F48 (SK-1) Skalp